# Louis Bonnet (homme politique, 1760-1839)
Pour les articles homonymes, voir Bonnet et Louis Bonnet.
Louis-Ferdinand Bonnet est un avocat et homme politique français né à Paris le 10 juillet 1760 et mort dans cette ville le 6 décembre 1839.

## Biographie
Reçu avocat au Parlement de Paris le 8 avril 1783, célèbre par le procès Kornmann, il est le défenseur du général Moreau en 1804 puis, nommé d'office, de Louvel. Bâtonnier du barreau de Paris de 1816 à 1817, député de la Seine (1820-1823 et 1824-1827), il devient conseiller à la Cour de cassation (1826 – 1839).
Il était un ami de l'acteur François-Joseph Talma et le tuteur du dramaturge Eugène Scribe.
Il était le grand-père du sénateur inamovible de la IIIe République et gouverneur de la Banque de France Ernest Denormandie.

## Écrits
- Nouvelles Observations sur l'affaire Dumonteil (1831)
- Discours, plaidoyers et mémoires (1822)